# Остави ме да живея
„Остави ме да живея“ (на испански: Déjame vivir) е мексиканска теленовела от 1982 г., създадена от Инес Родена, режисирана от Рафаел Банкелс и продуцирана от Валентин Пимстейн за Телевиса.
В главните роли са Даниела Ромо и Грегорио Касал, а в отрицателните – първата актриса Беатрис Агире и Елисабет Дупейрон.

## Сюжет
Естрея е скромно момиче, което се бори, за да издържа семейството си, състоящо се от: по-малкия ѝ брат, към когото е много привързана, амбициозната ѝ сестра, която е тийнейджърка, и баща им, който на практика отсъства.
Естрея работи като шивачка при надменната Грасиела, дама от висшата класа, която я е наела, за да ѝ шие рокли. Затова, момичето често ходи в дома ѝ, за да взема мерки. На едно от тези посещения, Естрея се запознава със сина на Грасиела – Енрике, който е привлечен от нея. Двамата започват връзка, въпреки че Грасиела никога няма да позволи синът ѝ да се влюби в една „шивачка“. Естрея и Енрике трябва да се борят срещу злото, Грасиела, за да ѝ кажат накрая да ги остави да живеят.

## Актьори
- Даниела Ромо – Естрея
- Грегорио Касал – Енрике
- Беатрис Агире – Грасиела
- Елисабет Дупейрон – Хилда
- Сервандо Мансети – Густаво
- Хосе Реймунди – Херман
- Макария – Йоланда
- Росалба Брамбила – Нина
- Рубен Рохо – Николас
- Родолфо Гомес Лора – Томасито
- Марикрус Нахера – Хосефина
- Лилия Арагон – Далия
- Магда Карина – Мерседес
- Марикрус Нахера – Хосефина
- Хосе Елиас Морено – Рафаел
- Лусеро Ландер – Хилда
- Хуан Вердуско – Кино
- Порфирио Бас – Херардо

## Премиера
Премиерата на Остави ме да живея е на 18 март 1982 г. по Canal de las Estrellas. Последният 170. епизод е излъчен на 10 ноември 1982 г.

## Адаптации
- Остави ме да живея е римейк на венецуелската теленовела Cristina от 1970 г., продуцирана за RCTV, с участието на Марина Баура и Раул Амундарай, която е базирана на радионовелата La virgen del cerro, написана от Инес Родена.